# Myiophobus flavicans
Myiophobus flavicans là một loài chim trong họ Tyrannidae.